# Choujin X
Choujin X (超人X) est un manga écrit et illustré par Sui Ishida. La série est publiée au Japon depuis mai 2021 par la plateforme de lecture en ligne Tonari no Young Jump de l'éditeur Shueisha puis sur le magazine Weekly Young Jump du même éditeur à partir d'octobre 2021. La version française est publiée par Glénat.

## Synopsis
Deux amis très différents, Azuma Higashi et Tokio Kurohara, vivent dans la préfecture de Yamato, qui a été détruite par des humains aux capacités surnaturelles nommés les Choujins. Un jour, quand ils rentrent chez eux, ils font la rencontre d'un de ces humains qui menace de les tuer. N'ayant aucun autre moyen de s'échapper, ils prennent la décision de devenir eux-mêmes des Choujins.

## Personnages
Azuma Higashi (東 アズマ, Higashi Azuma)
Ami de Toki avec de grandes compétences de combat ainsi qu'un sens aigu de la justice, et obtient également toujours de bonnes notes dans sa classe.
Tokio Kurohara (黒原 トキオ, Kurohara Tokio)
Bien qu'il soit l'ami d'Azuma, il est tout son contraire : il n'écoute pas en classe et est spectateur quand Azuma se bat.

## Publication
Choujin X, série écrite et dessinée par Sui Ishida, est annoncée en novembre 2020. La série est publiée de manière irrégulière, débutant le 10 mai 2021 sur la plateforme de lecture en ligne Tonari no Young Jump. La série a été transférée par la suite sur le magazine Weekly Young Jump du 14 octobre 2021 jusqu'au 4 février 2022. Finalement, la série est publiée sur le site de la Shueisha. L'éditeur publie la série sous format tankōbon à partir du 17 décembre 2021 avec 2 tomes. Le 19 août 2025, treize volumes ont été publiés au Japon.
En juin 2022, Glénat annonce la publication de la version française avec le premier tome sorti le 26 octobre 2022,.

### Liste des volumes
| no | Japonais          | Japonais          | Français         | Français          |
| no | Date de sortie    | ISBN              | Date de sortie   | ISBN              |
| -- | ----------------- | ----------------- | ---------------- | ----------------- |
| 1  | 17 décembre 2021  | 978-4-08-892166-2 | 26 octobre 2022  | 978-2-34-405510-6 |
| 2  | 17 décembre 2021  | 978-4-08-892167-9 | 16 novembre 2022 | 978-2-34-405511-3 |
| 3  | 18 mai 2022       | 978-4-08-892318-5 | 15 février 2023  | 978-2-34-405693-6 |
| 4  | 16 septembre 2022 | 978-4-08-892458-8 | 5 juillet 2023   | 978-2-34-405850-3 |
| 5  | 19 janvier 2023   | 978-4-08-892573-8 | 8 novembre 2023  | 978-2-34-405951-7 |
| 6  | 19 mai 2023       | 978-4-08-892691-9 | 20 mars 2024     | 978-2-34-406166-4 |
| 7  | 19 septembre 2023 | 978-4-08-892792-3 | 3 juillet 2024   | 978-2-34-406374-3 |
| 8  | 19 décembre 2023  | 978-4-08-893018-3 | 16 octobre 2024  | 978-2-34-406559-4 |
| 9  | 18 avril 2024     | 978-4-08-893219-4 | 5 mars 2025      | 978-2-34-406680-5 |
| 10 | 18 juillet 2024   | 978-4-08-893269-9 | 27 août 2025     | 978-2-34-406835-9 |
| 11 | 19 novembre 2024  | 978-4-08-893428-0 | 1er octobre 2025 | 97-8-234-407019-2 |
| 12 | 17 avril 2025     | 978-4-08-893571-3 |                  |                   |
| 13 | 19 août 2025      | 978-4-08-893786-1 |                  |                   |

## Œuvres
Édition japonaise
1. 1 2  (ja) « 超人X 1 », sur Shueisha (consulté le 26 octobre 2022)
2. 1 2  (ja) « 超人X 2 », sur Shueisha (consulté le 26 octobre 2022)
3. 1 2  (ja) « 超人X 3 », sur Shueisha (consulté le 26 octobre 2022)
4. 1 2  (ja) « 超人X 4 », sur Shueisha (consulté le 26 octobre 2022)
5. 1 2  (ja) « 超人X 5 », sur Shueisha (consulté le 17 novembre 2022)
6. 1 2  (ja) « 超人X 6 », sur Shueisha (consulté le 23 mars 2023)
7. 1 2  (ja) « 超人X 7 », sur Shueisha (consulté le 17 août 2023)
8. 1 2  (ja) « 超人X 8 », sur Shueisha (consulté le 23 octobre 2023)
9. 1 2  (ja) « 超人X 9 », sur Shueisha (consulté le 19 février 2024)
10. 1 2  (ja) « 超人X 10 », sur Shueisha (consulté le 16 mai 2024)
11. 1 2  (ja) « 超人X 11 », sur Shueisha (consulté le 18 septembre 2024)
12. 1 2  (ja) « 超人X 12 », sur Shueisha (consulté le 18 février 2025)
13. 1 2  (ja) « 超人X 13 », sur Shueisha (consulté le 17 juin 2025)

Édition française
1. 1 2  « Choujin X - Tome 1 », sur Glénat (consulté le 26 octobre 2022)
2. 1 2  « Choujin X - Tome 2 », sur Glénat (consulté le 26 octobre 2022)
3. 1 2  « Choujin X - Tome 3 », sur Glénat (consulté le 16 novembre 2022)
4. 1 2  « Choujin X - Tome 4 », sur Glénat (consulté le 6 avril 2023)
5. 1 2  « Choujin X - Tome 5 », sur Glénat (consulté le 17 août 2023)
6. 1 2  « Choujin X - Tome 6 », sur Glénat (consulté le 3 décembre 2023)
7. 1 2  « Choujin X - Tome 7 », sur Glénat (consulté le 4 avril 2024)
8. 1 2  « Choujin X - Tome 8 », sur Glénat (consulté le 20 août 2024)
9. 1 2  « Choujin X - Tome 9 », sur Glénat (consulté le 11 décembre 2024)
10. 1 2  « Choujin X - Tome 10 », sur Glénat (consulté le 17 avril 2025)
11. 1 2  « Choujin X - Tome 11 », sur Glénat (consulté le 17 août 2025)